# سامو د لوس ریس
سامو د لوس ریس (انگلیسی: Samu de los Reyes؛ زادهٔ ۱۵ فوریهٔ ۱۹۹۲) بازیکن فوتبال اهل اسپانیا است.
از باشگاه‌هایی که در آن بازی کرده‌است می‌توان به باشگاه فوتبال سابادل، باشگاه فوتبال کوردوبا، و باشگاه فوتبال لوگو اشاره کرد.
وی همچنین در تیم ملی فوتبال زیر ۱۷ سال اسپانیا بازی کرده‌است.